# Fastenopfer-Kirchen

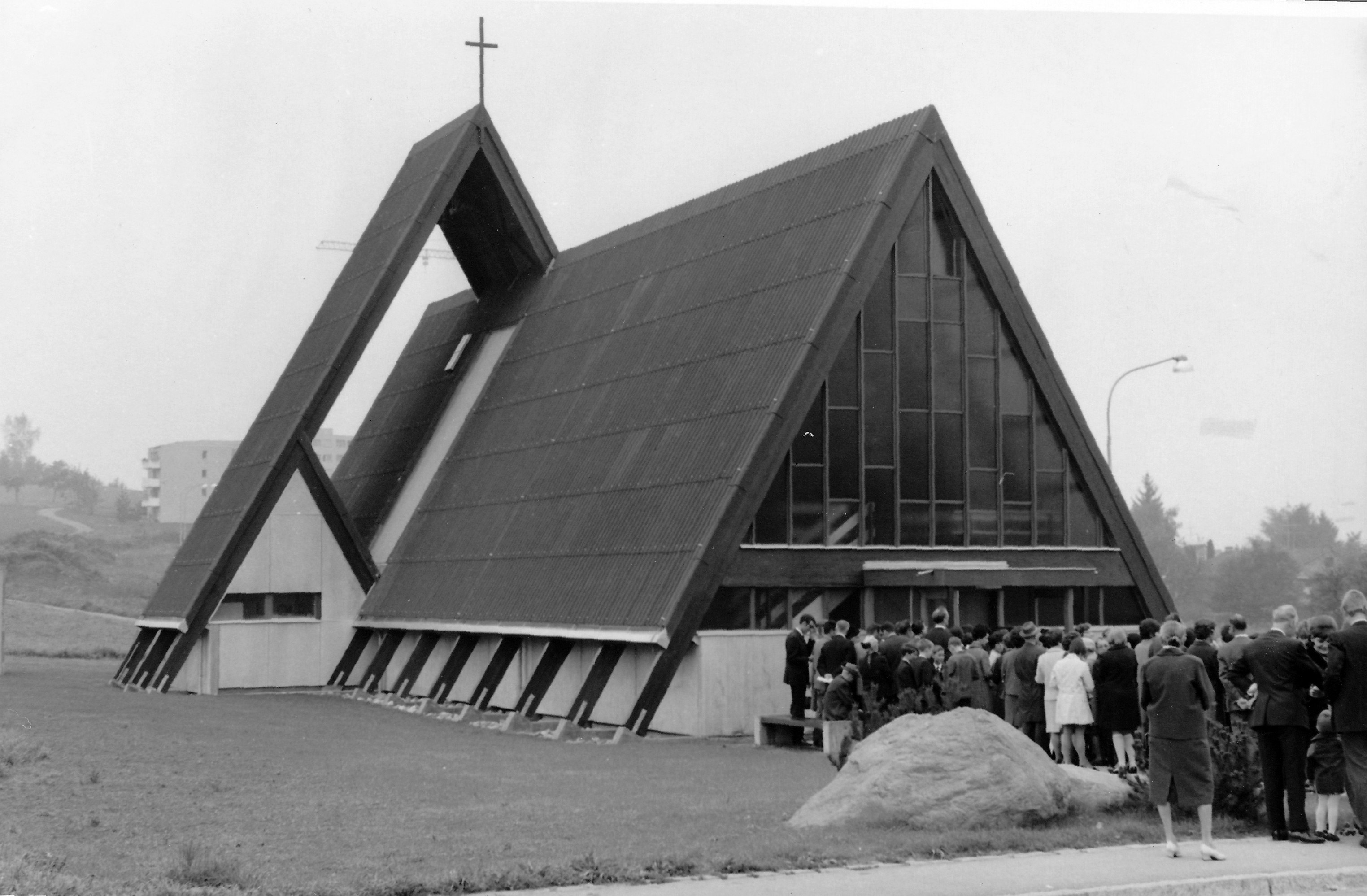
Kirche St. Titus Zürich-Altstetten

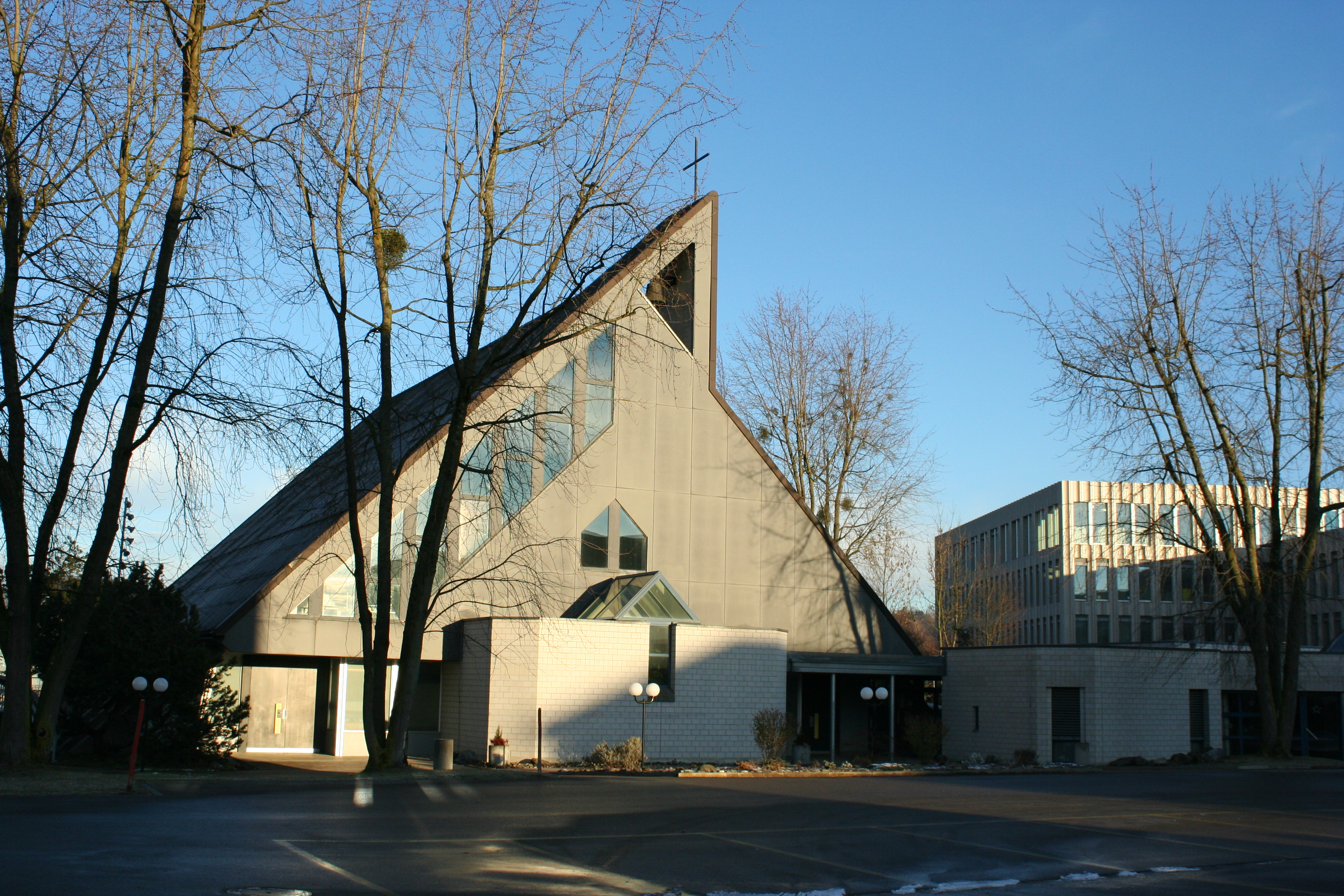
Kirche Bruder Klaus Volketswil

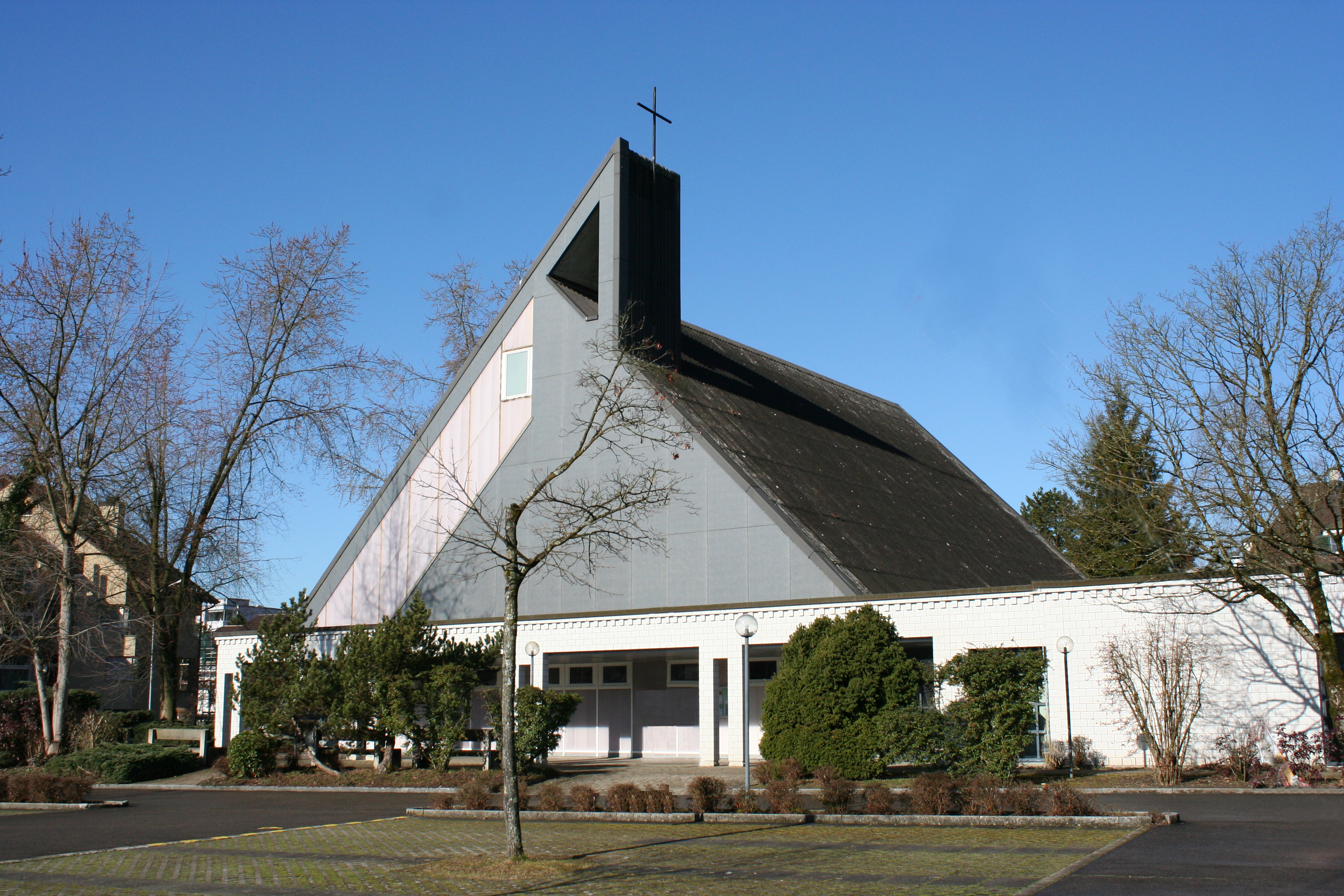
Kirche St. Franziskus Bassersdorf

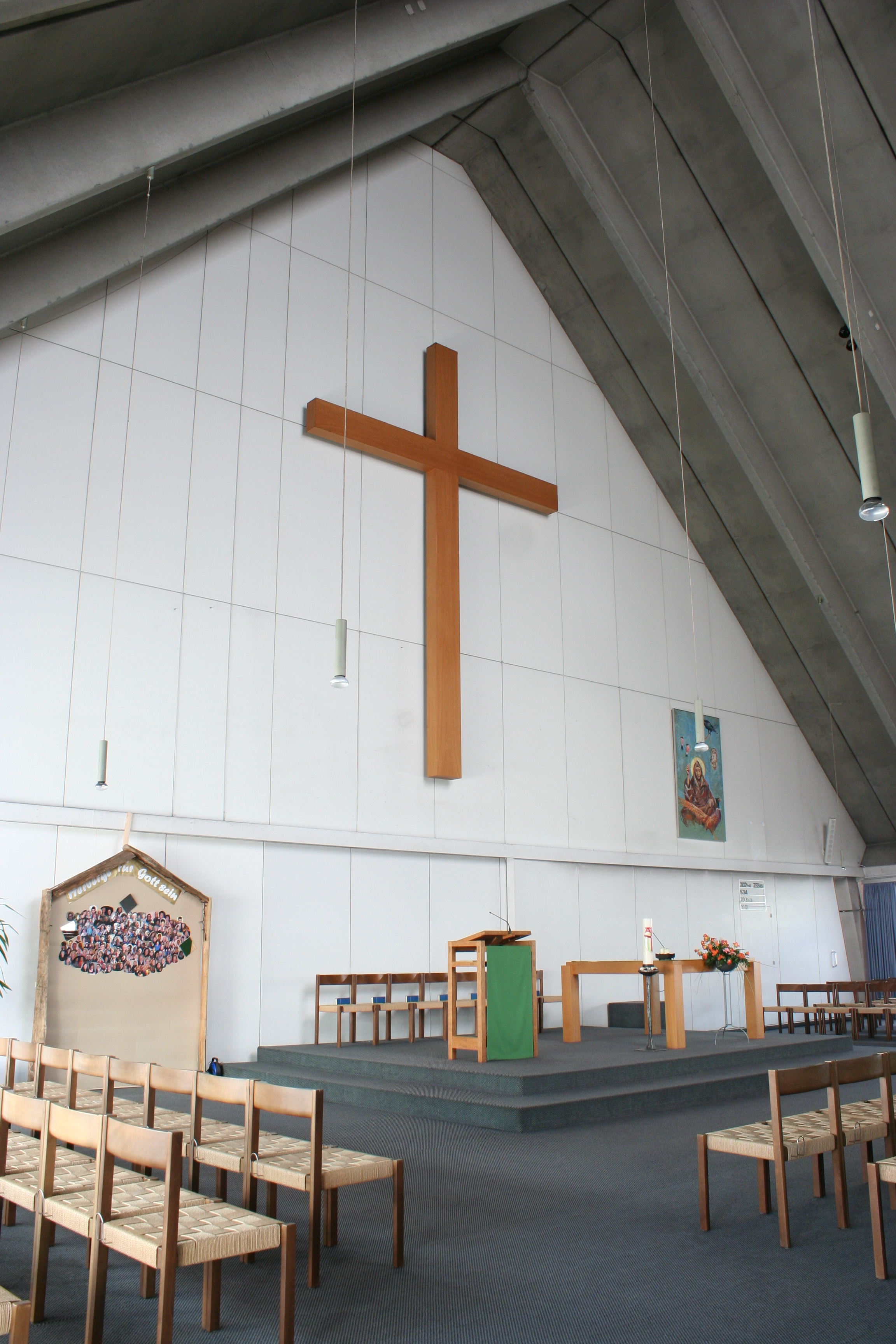
Innenansicht Kirche Bassersdorf, Gestaltung bis 2016

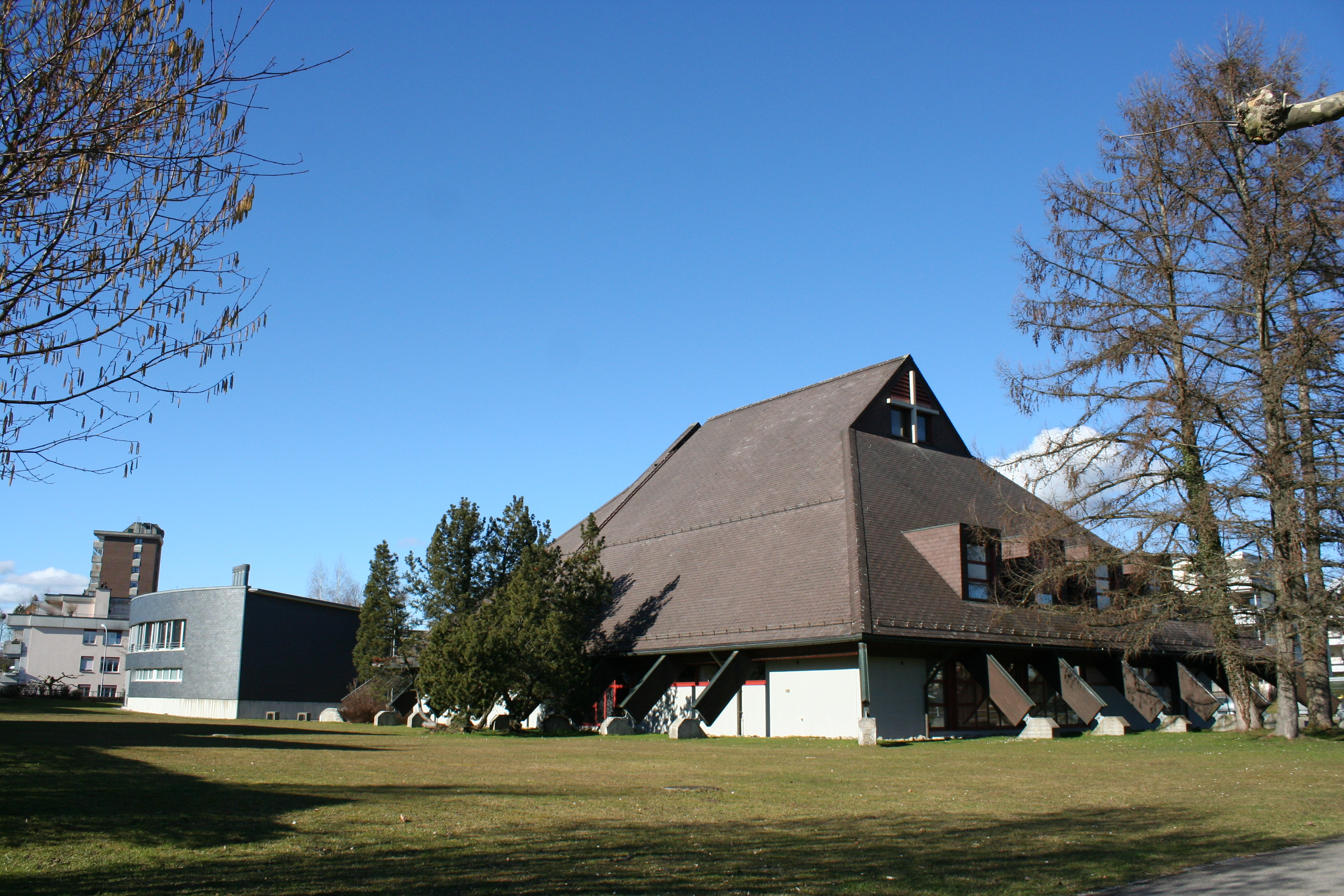
Kirche Heilig Geist Wetzikon

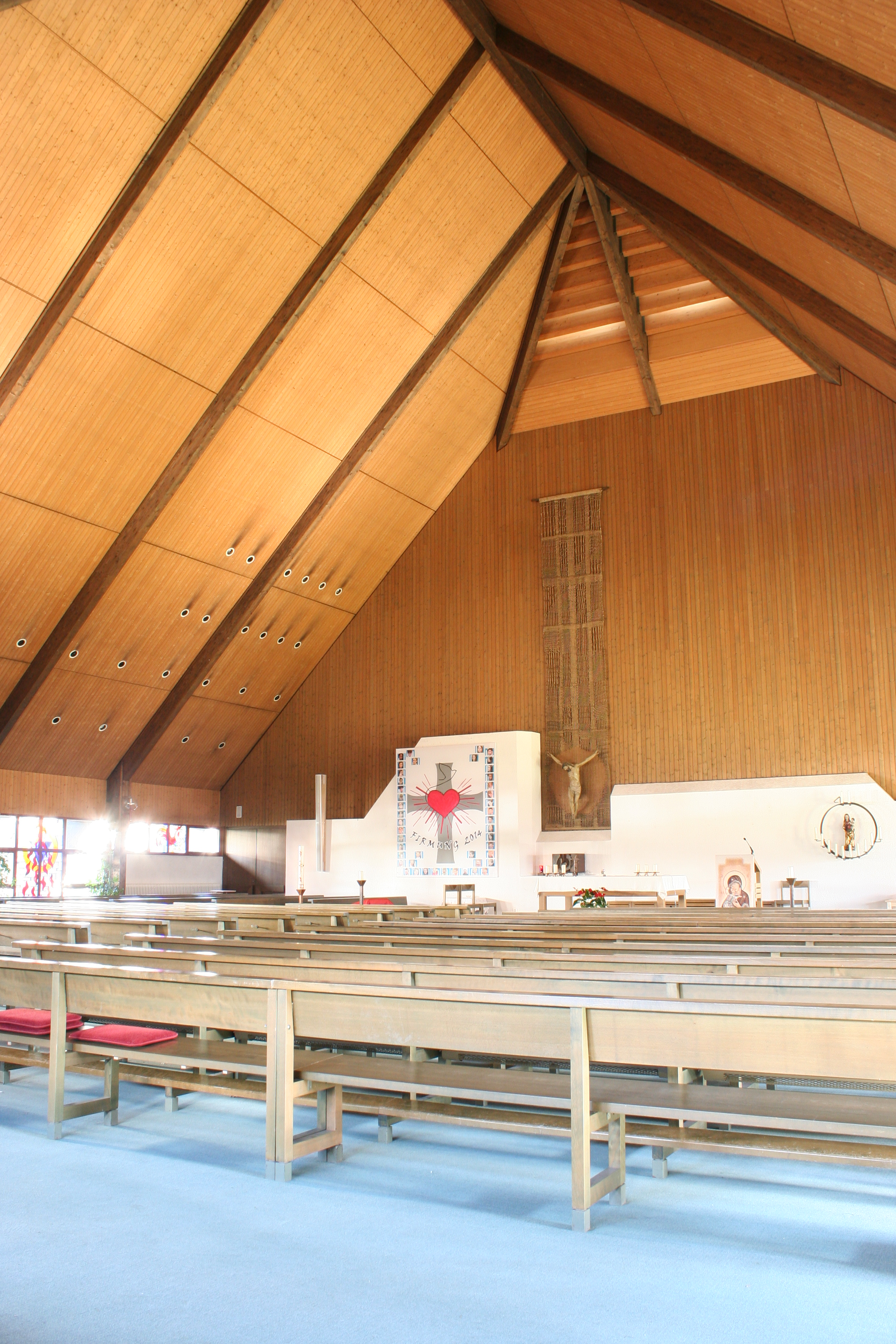
Innenansicht Kirche Wetzikon

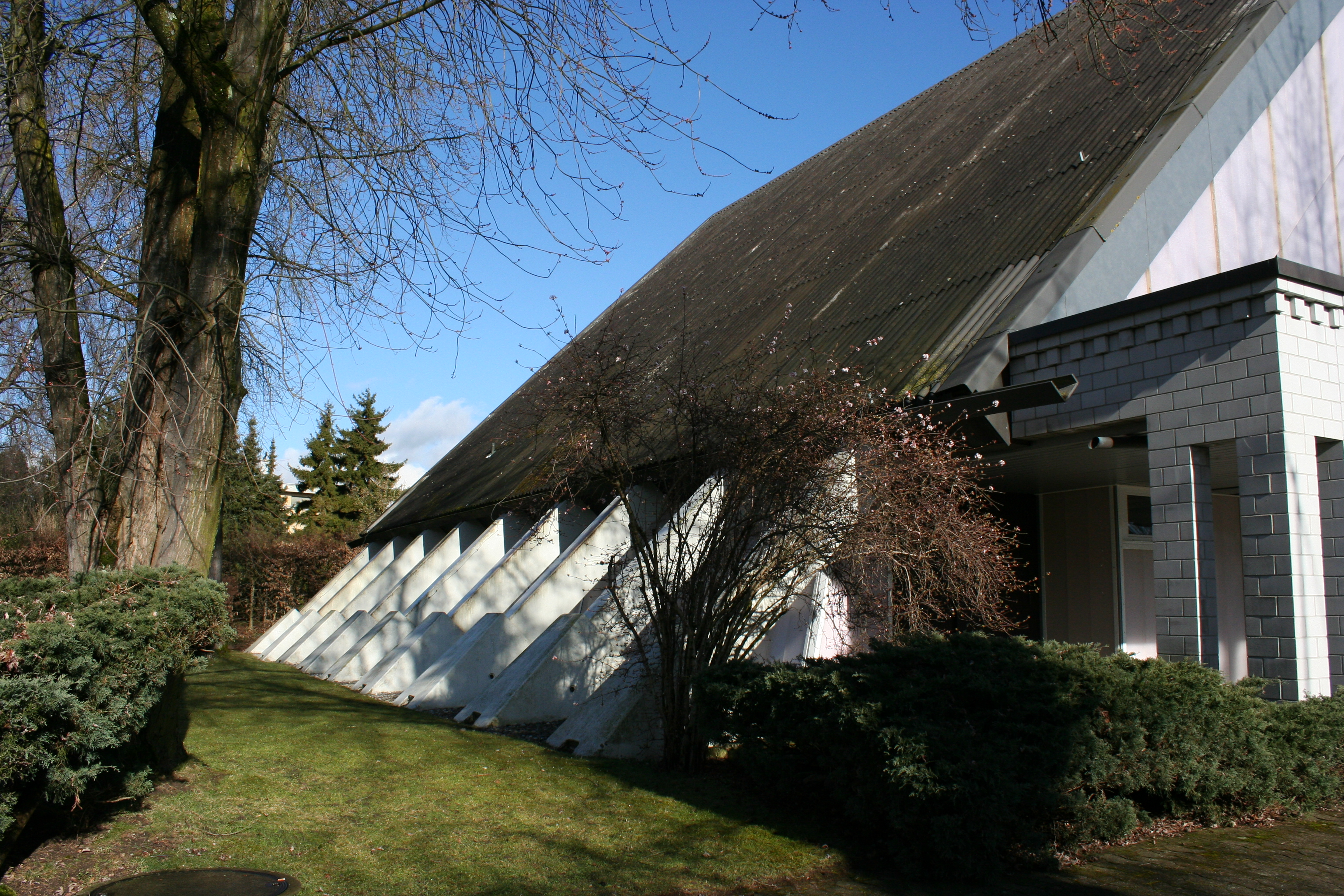
Besonderheit Neuer Typ 1973: Streben aus Beton

Die Fastenopfer-Kirche ist ein Typus einer Notkirche, der in der Schweiz in den 1960er Jahren im Auftrag des Hilfswerks Fastenopfer entworfen und anschliessend bis in die 1970er Jahre 17-mal erbaut wurde.  

## Geschichte
Nach dem Zweiten Weltkrieg setzte in verschiedenen Regionen der Schweiz ein Bauboom ein, die eine erhebliche Bevölkerungszunahme zur Folge hatte. Für die neu entstandenen Wohngebiete musste auch die entsprechende Infrastruktur bereitgestellt werden, unter anderem auch katholische Kirchen. Das Schweizer Hilfswerk Fastenopfer erkannte die Problematik und beschloss, den finanziell schwächeren Kirchgemeinden zu helfen, indem nicht nur Geld zur Verfügung gestellt, sondern auch ein neuer Typus von Notkirche konzipiert wurde. Der Stiftungsrat von Fastenopfer beauftragte den Architekten Hanns Anton Brütsch damit, für diesen Zweck einen neuen Typus von Notkirche zu entwerfen.

## Anforderungen an die Notkirche
Das Fastenopfer legte folgende Anforderungen fest, die der Typus der Fastenopfer-Kirche zu erfüllen hatte: Der Bau sollte nur ein Provisorium, nicht aber eine bleibende Kirche sein. Die Fastenopfer-Kirche sollte auf unterschiedlichem Gelände aufgebaut werden können. Das Gebäude sollte aus vorgefertigten Teilen bestehen, die ohne grossen Aufwand beim Bau einer definitiven Kirche wieder abgebaut und an einem anderen Ort erneut aufgestellt werden sollten. Als Richtgrösse für den Gottesdienstraum wurden 350 Plätze vorgegeben. Die Gestaltung der Fastenopfer-Kirche sollte „einen würdigen Raum für Gottesdienst und Seelsorge zum Preis eines komfortablen Einfamilienhauses“ darstellen. Der von Hanns Anton Brütsch ausgearbeitete Entwurf wurde am 24. März 1966 vom Stiftungsrat des Fastenopfers genehmigt. In der Folgezeit konnten sich Kirchgemeinden aus der ganzen Schweiz für den Bau einer solchen Fastenopfer-Kirche beim Hilfswerk bewerben. Den Kirchgemeinden war es freigestellt, die Fastenopfer-Kirche zu kaufen oder zu mieten. Im Falle eines Verkaufs legte der Vertrag ein Vorkaufsrecht des Fastenopfers zum Rückkauf der Kirche fest.

## Baubeschreibung
Die von Hanns Anton Brütsch entworfene Kirche bestand aus einem Baukörper, der ein Zeltdach im 45-Grad-Winkel aufwies. Dieses Dach zog sich bis zum Boden, wodurch auf Seitenwände verzichtet werden konnte. Sowohl das Dach als auch die Frontflächen der Kirche wurden mit Eternitplatten bedeckt, die als wetterfest und solid, aber auch als leicht demontierbar und wiederverwendbar galten. Die Eingangsfront der Kirche war zurückgesetzt, was verteuernde Vorbauten unnötig machte und gleichzeitig die Aussentüren des Gebäudes vor der Witterung schützten. Im Innern befand sich hinten beim Kircheneingang eine Nische für ein Taufbecken, darüber eine Sänger- oder Orgelempore, zu der man über eine Treppe gelangte. Auch das Mobiliar der Kirche (Altarraum und Bänke) wurden auf Wunsch mitgeliefert, wahlweise fest montierbar oder mobil. Im hinteren Gebäudeteil wurden verschiedene Gruppenräume und Büros konzipiert. Abgeschlossen wurde der Bau durch einen Dachreiter, der einer Glocke Platz bot. Die Glockengiesserei H. Rüetschi, Aarau empfahl für diesen Typus der Notkirche entweder eine 130 kg schwere Glocke im Ton f‘‘ mit einem Durchmesser von 60 cm oder eine grössere, ca. 300 kg schwere Glocke mit dem Durchmesser von 80 cm und einem Schlagton c‘‘.

## Kritik und spätere Anpassungen
Die St. Lukasgesellschaft als Vereinigung der für den Kirchenbau tätigen Künstler äusserte im Jahr 1965 noch vor dem Bau der ersten Fastenopfer-Kirche Bedenken, dass die Realisierung von vorfabrizierten Kirchen eine „geistige und kulturelle Verarmung“ zur Folge haben könnte. In einem Referat am 28. Oktober 1965 stellte sich der Architekt Hanns Anton Brütsch in einer Podiumsdiskussion der St. Lukasgesellschaft den Bedenken und betonte, dass die Fastenopfer-Kirchen eine vollwertige Kirche nicht ersetzen könne und dass es den Gemeinden frei stehe, auch in einer Notkirche künstlerisch gestaltete Elemente zu realisieren.
Bauliche Probleme ergaben sich aufgrund der Schwingungen der läutenden Glocke. Dies hatte zur Folge, dass eine Verstärkung der Kirchenkonstruktion erarbeitet werden musste. Die Firma Wey Elementbau AG in Villmergen, die die meisten der realisierten Fastenopfer-Kirchen gebaut hatte, schlug zwei Varianten vor, entweder eine Verstärkung der Holzkonstruktion oder eine Variante mit Betonteilen. Die kantonale Gebäudeversicherung Zürich verlangte bei den vier im Kanton Zürich erstellten Fastenopfer-Kirchen zudem weitere bauliche Anpassungen. So musste die Treppe zur Sängerempore breiter gebaut und mit einem Verputz versehen sowie Lüftungsflügel eingebaut werden. Das Fastenopfer nannte diese Variante der Kirche Neuer Typ 1973. In den 1980er Jahren ergaben sich bei den nicht abgebauten Fastenopfer-Kirchen weitere bauliche Probleme, da die Konstruktion der Kirche nicht für eine längerfristige Verwendung gedacht war.
Die Idee, dass die Fastenopfer-Kirche nur ein Provisorium sei und nach dem Bau einer neuen Kirche an einem anderen Orte wieder aufgebaut werden sollte, konnte sich nur vereinzelt durchsetzen. Von den 17 realisierten Fastenopferkirchen stehen heute (Stand 2014) noch 15 am ursprünglichen Platz, eine wurde abgebrochen, eine an einem anderen Ort wieder aufgebaut.

## Realisierte Fastenopfer-Kirchen
- 1966: Katholisches Kirchenzentrum Paulus Birrfeld: Dies war die erste realisierte Fastenopfer-Kirche. Im Vergleich zum Prototyp ist sie seitenverkehrt. Sie wurde ohne finanzielle Hilfe von Fastenopfer erstellt.

- 1967: Heiliggeist Belp: Diese Kirche war der Prototyp der Fastenopfer-Kirchen. Aufgrund einer Verzögerung beim Baugesuch wurde sie jedoch erst nach derjenigen in Lupfig fertiggestellt. Die Einweihung erfolgte am 17./18. Dezember 1967.

- 1967: Friedenskirche Beringen: Diese Fastenopfer-Kirche wurde am 23. September 1967 geweiht. Im Vergleich zum Prototyp ist sie seitenverkehrt.[7]

- 1968: St. Mauritius Bern-Betlehem: Diese Kirche wurde im Jahr 1987 abgebrochen, da sich eine Sanierung nicht lohnte und auch kein Käufer gefunden wurde. Ersetzt wurde diese Kirche durch das Pfarreizentrum St. Mauritius. Die Glocke der alten Kirche St. Mauritius wurde neu instand gestellt und klingt nun im Turm der neu erstellten Kirche St. Mauritius.

- 1968: St. Jean Vevey: Diese Fastenopfer-Kirche wurde am 22. Dezember 1968 eingeweiht.

- 1968: St. Pierre Bussigny

- 1969: Bruder Klaus Altdorf: Sie wurde im Jahr 2001 renoviert und durch ein Kirchenzentrum erweitert.[8]

- 1969: St. Marc Genf-Onex

- 1969: Bruder Klaus-Kirche Tägerwilen: Diese Fastenopfer-Kirche wurde am 16. November durch Bischof Anton Hänggi geweiht. Im Jahr 2011 wurde das Kirchenzentrum renoviert und erweitert.[9]

- 1970: St. Johannes Münsingen

- 1971 Courtelary: Diese Kirche wurde im Jahr 1987 abgebrochen. Als Ersatz ist ein Gemeindezentrum mit Wohnungen geplant.

- 1971: St. Thomas Inwil bei Baar: Diese Fastenopfer-Kirche wurde am 3. Juli 1971 von Abt Georg Holzherr aus Einsiedeln geweiht.

- 1971: Bruder Klaus Volketswil: Diese Kirche wurde durch ein Pfarreizentrum im Jahr 1994 erweitert.

- 1972: Le Sentier

- 1973: St. Franziskus Bassersdorf: Diese Kirche wurde ohne finanzielle Hilfe des Fastenopfers erbaut. Am 15. Dezember 1973 wurde St. Franziskus Bassersdorf von Diözesanbischof Johannes Vonderach eingeweiht. Im Jahr 1978 wurde die Kirche durch ein benachbartes, altes Bauernhaus, das zum Pfarrhaus umgebaut wurde, ergänzt und 1988 durch ein Pfarreizentrum erweitert. Seit 2012 läuft eine Vorstudie für die Sanierung der Fastenopfer-Kirche und den Neubau eines Pfarreizentrums.[10]

- 1975: Heilig-Geist-Kirche Wetzikon: Wurde ohne finanzielle Hilfe von Fastenopfer erbaut. Am 21. September 1975 durch Diözesanbischof Johannes Vonderach eingeweiht. Abgeänderte Fastenopfer-Kirche nach Plänen des Architekten Richard P. Krieg. An den Frontseiten durch je ein weiteres Schrägdach erweitert. Dadurch entstand die grösste der Fastenopfer-Kirchen. 1994 wurde ein Pfarreizentrum dazugebaut.[11]

- 1977: Tituskirche Zürich-Altstetten: Während des Neubaus der Kirche Heilig Kreuz an der Saumackerstrasse stand im Westen des Quartiers im Suteracher eine Fastenopfer-Kirche, welche ohne finanzielle Hilfe von Seiten des Fastenopfers erstellt wurde. Diese Kirche wurde im Jahr 1981 durch die ökumenisch genutzte, aber von der reformierten Kirchgemeinde Altstetten erbaute Kirche Im Suteracher ersetzt. An die Freie Evangelische Gemeinde Wallisellen verkauft, welche die Kirche an der Spitzackerstrasse errichtete.[12]

## Weblink
- Website über Architekt Hanns A. Brütsch